# Queluz (São Paulo)
Queluz es un municipio del este del estado de São Paulo en la Región Geográfica Inmediata de Cruzeiro. Su población según el censo del 2022 es de 9,159 habitantes en un área de 249.399 km², resultando en una densidad demográfica de 36,72 hab/km².
Queluz alberga, en parte, la Pedra da Mina, el pico más alto del estado (2,798 m), en el punto donde confluyen las fronteras del municipio con Lavrinhas (SP) y Passa Quatro (MG), y el Pico dos Três Estados (2,665 m), que marca el punto de encuentro de las fronteras estatales de Río de Janeiro, Minas Gerais y São Paulo.